# Ranger (Georgia)
Ranger è un comune degli Stati Uniti d'America, situato nello stato della Georgia, nella contea di Gordon.